# Natação no Campeonato Mundial de Esportes Aquáticos de 2023 - 200 m costas masculino
A disputa na modalidade  200 metros costas masculino de Natação no Campeonato Mundial de Esportes Aquáticos de 2023 fora realizada nos dias 27 e 28 de julho de 2023 na Marine Messe Fukuoka em Fukuoka, no Japão. Ao todo, 39 atletas de 33 Comitês Olímpicos Nacionais estavam previstos para participarem do evento.

## Formato da competição
A competição consiste em três rodadas: eliminatórias, semifinais e final. Os nadadores com os 16 melhores tempos nas baterias preliminares avançam as semifinais. Já os nadadores com os 8 melhores tempos nas semifinais avançam a final. Desempates (swim-offs) são utilizados conforme necessário para quebrar os empates de avanço a próxima rodada.

## Calendário
Todos os horários estão na Hora legal japonesa (UTC+9).
| Data                | Horário | Fase          |
| ------------------- | ------- | ------------- |
| 27 de julho de 2023 | 10:56   | Eliminatórias |
| 27 de julho de 2023 | 21:33   | Semifinais    |
| 28 de julho de 2023 | 20:59   | Final         |

## Recordes
Antes desta competição, os recordes mundiais e do campeonato nesta prova eram os seguintes:
| Tipo                  | Atleta        | Tempo     | Local | Data                |
| --------------------- | ------------- | --------- | ----- | ------------------- |
|                       | Aaron Peirsol | 1m 51s 92 | Roma  | 31 de julho de 2009 |
| Recorde do campeonato | Aaron Peirsol | 1m 51s 92 | Roma  | 31 de julho de 2009 |

## Medalhistas
| Ouro                 | Prata                        | Bronze                 |
| Hubert Kós · Hungria | Ryan Murphy · Estados Unidos | Roman Mityukov · Suíça |

## Resultados

### Eliminatórias
As eliminatórias foram realizadas no dia 27 de julho com início às 10:56.
| Pos. | Bateria | Raia | Nadador            | CON            | Tempo   | Notas |
| ---- | ------- | ---- | ------------------ | -------------- | ------- | ----- |
| 1    | 4       | 5    | Bradley Woodward   | Austrália      | 1:57.14 | Q     |
| 2    | 4       | 3    | Roman Mityukov     | Suíça          | 1:57.24 | Q     |
| 3    | 2       | 4    | Hubert Kós         | Hungria        | 1:57.27 | Q     |
| 4    | 4       | 4    | Ryan Murphy        | Estados Unidos | 1:57.37 | Q     |
| 5    | 4       | 6    | Apostolos Siskos   | Grécia         | 1:57.40 | Q     |
| 6    | 2       | 2    | Oliver Morgan      | Reino Unido    | 1:57.61 | Q     |
| 7    | 3       | 1    | Hugh McNeill       | Canadá         | 1:57.73 | Q     |
| 8    | 3       | 4    | Destin Lasco       | Estados Unidos | 1:57.84 | Q     |
| 9    | 2       | 5    | Brodie Williams    | Reino Unido    | 1:57.92 | Q     |
| 10   | 4       | 1    | Hugo González      | Espanha        | 1:57.99 | Q     |
| 10   | 4       | 2    | Lee Ju-ho          | Coreia do Sul  | 1:57.99 | Q     |
| 12   | 3       | 3    | Mewen Tomac        | França         | 1:58.09 | Q     |
| 13   | 3       | 7    | Daiki Yanagawa     | Japão          | 1:58.14 | Q     |
| 14   | 3       | 5    | Benedek Kovács     | Hungria        | 1:58.17 | Q     |
| 15   | 3       | 2    | Antoine Herlem     | França         | 1:58.20 | Q     |
| 16   | 3       | 6    | Hidekazu Takehara  | Japão          | 1:58.46 | Q     |
| 17   | 2       | 6    | Matteo Restivo     | Itália         | 1:58.57 |       |
| 18   | 4       | 7    | Andrew Jeffcoat    | Nova Zelândia  | 1:59.01 |       |
| 19   | 2       | 1    | João Costa         | Portugal       | 1:59.30 |       |
| 20   | 3       | 9    | Berke Saka         | Turquia        | 1:59.48 |       |
| 21   | 4       | 8    | Tao Guannan        | China          | 1:59.74 |       |
| 22   | 3       | 8    | John Shortt        | Irlanda        | 1:59.79 |       |
| 23   | 2       | 7    | Lorenzo Mora       | Itália         | 1:59.99 |       |
| 24   | 2       | 0    | Ziyad Ahmed        | Sudão          | 2:00.52 |       |
| 25   | 2       | 8    | Yeziel Morales     | Porto Rico     | 2:00.76 |       |
| 26   | 4       | 0    | Erikas Grigaitis   | Lituânia       | 2:00.98 |       |
| 27   | 1       | 2    | Denilson Cyprianos | Zimbabwe       | 2:02.12 |       |
| 28   | 1       | 5    | Mohamed Mohamady   | Egito          | 2:02.23 |       |
| 29   | 1       | 4    | Khiew Hoe Yean     | Malásia        | 2:03.14 |       |
| 30   | 4       | 9    | Tonnam Kanteemool  | Tailândia      | 2:03.46 |       |
| 31   | 3       | 0    | Srihari Nataraj    | Índia          | 2:04.42 |       |
| 32   | 1       | 6    | Jack Harvey        | Bermudas       | 2:04.52 |       |
| 33   | 1       | 3    | Armin Lelle        | Estónia        | 2:05.20 |       |
| 34   | 2       | 9    | Trần Hưng Nguyên   | Vietname       | 2:07.40 |       |
| 35   | 1       | 8    | Merdan Atayev      | Turquemenistão | 2:07.48 |       |
| 36   | 1       | 7    | Matthieu Seye      | Senegal        | 2:08.44 |       |
| 37   | 1       | 1    | Thomas Wareing     | Malta          | 2:12.57 |       |
| 38   | 1       | 0    | Joel Ling          | Brunei         | 2:13.07 |       |
| 39   | 1       | 9    | Ali Imaan          | Maldivas       | 2:23.46 |       |
| 40   | 2       | 3    | Ksawery Masiuk     | Polónia        | DNS     | DNS   |

### Semifinais
As semifinais foram realizadas no dia 24 de julho com início às 21:33.
| Pos. | Bateria | Raia | Nadador           | CON            | Tempo   | Notas |
| ---- | ------- | ---- | ----------------- | -------------- | ------- | ----- |
| 1    | 1       | 4    | Roman Mityukov    | Suíça          | 1:55.85 | Q     |
| 2    | 1       | 1    | Benedek Kovács    | Hungria        | 1:55.89 | Q     |
| 3    | 2       | 5    | Hubert Kós        | Hungria        | 1:55.99 | Q     |
| 4    | 1       | 5    | Ryan Murphy       | Estados Unidos | 1:56.02 | Q     |
| 5    | 1       | 7    | Mewen Tomac       | França         | 1:56.05 | Q     |
| 6    | 2       | 4    | Bradley Woodward  | Austrália      | 1:56.16 | Q     |
| 7    | 2       | 1    | Daiki Yanagawa    | Japão          | 1:57.23 | Q     |
| 8    | 1       | 2    | Hugo González     | Espanha        | 1:57.28 | Q     |
| 9    | 1       | 3    | Oliver Morgan     | Reino Unido    | 1:57.50 |       |
| 10   | 2       | 8    | Antoine Herlem    | França         | 1:57.55 |       |
| 11   | 2       | 2    | Brodie Williams   | Reino Unido    | 1:57.93 |       |
| 12   | 2       | 3    | Apostolos Siskos  | Grécia         | 1:58.04 |       |
| 13   | 2       | 7    | Lee Ju-ho         | Coreia do Sul  | 1:58.05 |       |
| 14   | 1       | 8    | Hidekazu Takehara | Japão          | 1:58.10 |       |
| 15   | 2       | 6    | Hugh McNeill      | Canadá         | 1:58.86 |       |
| 16   | 1       | 6    | Destin Lasco      | Estados Unidos | 1:59.18 |       |

### Final
A final fora realizada no dia 25 de julho às 20:59.
| Pos.              | Raia | Nadador          | CON            | Tempo   | Notas            |
| ----------------- | ---- | ---------------- | -------------- | ------- | ---------------- |
| Medalha de ouro   | 3    | Hubert Kós       | Hungria        | 1:54.14 | Recorde nacional |
| Medalha de prata  | 6    | Ryan Murphy      | Estados Unidos | 1:54.83 |                  |
| Medalha de bronze | 4    | Roman Mityukov   | Suíça          | 1:55.34 | Recorde nacional |
| 4                 | 2    | Mewen Tomac      | França         | 1:55.79 |                  |
| 5                 | 5    | Benedek Kovács   | Hungria        | 1:55.85 |                  |
| 6                 | 7    | Bradley Woodward | Austrália      | 1:56.29 |                  |
| 7                 | 8    | Hugo González    | Espanha        | 1:56.33 |                  |
| 8                 | 1    | Daiki Yanagawa   | Japão          | 1:58.75 |                  |

Legenda
| Recorde mundial       | Recorde mundial (World record)               |                       | Recorde africano                      | Recorde africano (African) |                                           | Q | Classificado por posição (Qualified) |
| Recorde do campeonato | Recorde do campeonato (Championship record)  | Recorde da América    | Recorde da América (Americas)         | q                          | Classificado por melhor tempo (Qualified) |   |                                      |
| Melhor marca do ano   | Melhor marca do ano (World leading)          | Recorde asiático      | Recorde asiático (Asian)              | DNS                        | Não largou (Did not start)                |   |                                      |
| Recorde nacional      | Recorde nacional (National record)           | Recorde europeu       | Recorde europeu (European)            | DNF                        | Não terminou (Did not finish)             |   |                                      |
| Recorde pessoal       | Recorde pessoal do atleta (Personal best)    | Recorde da Oceania    | Recorde da Oceania (Oceania)          | DSQ / DQ                   | Desclassificado (Disqualified)            |   |                                      |
| Recorde da temporada  | Recorde da temporada do atleta (Season best) | Recorde sul-americano | Recorde sul-americano (South America) | NM                         | Sem marca (No mark)                       |   |                                      |